# Краснова Алла Миколаївна
Красно́ва А́лла Микола́ївна (5 лютого 1938, Київ) — український та російський ботанік, доктор біологічних наук, академік Російської Екологічної Академії.

## Життєпис
Народилась 5 лютого 1938 року в місті Києві. В 1965 році закінчила Київський університет. Вже під час навчання в університеті почала працювати в Інституті ботаніки Академії наук УРСР, ця співпраця тривала до 1980 року. В 1974 році захистила кандидатську дисертацію. З 1980 по 1982 рік Алла Миколаївна проводила дослідження в біосферному заповіднику «Асканія-Нова», після чого почала співпрацю з Інститутом внутрішніх вод Російської Академії наук. В 1996 році отримала ступінь доктора біологічних наук.
До кола наукових інтересів Алли Миколаївни Краснової входять систематика, флористика, філогенетика, фітосозологія, еволюційні питання. Її наукові роботи спочатку були присвячені флорі Північного Приазов'я, згодом — дослідженню водної рослинності на теренах Росії. За своє життя дослідниця описала кілька нових видів рослин, а саме: Gypsophila zheguliensis A. Krasnova, Gagea tesquicola A. Krasnova, Typha androssovii A. Krasnova та вузький ендемік України ранник гранітний. Особливо багато уваги вона приділяла вивченню систематики та історії роду Рогіз. Також вона брала участь в укладанні відомих ботанічних довідників — «Дикорослі корисні рослини України» (рос. Дикорастущие полезные растения Украины, 1983) та «Визначника вищих рослин України» (рос. Определитель высших растений Украины, 1987).

## Особисте життя
Алла Миколаївна одружена з Анатолієм Івановичем Кузьмичовим, який також спеціалізується на геоботаніці та вивченні болотяних рослин. Разом подружжя видало кілька наукових праць, чоловіку Краснова присвятила одну зі своїх останніх книг.

## Відомі праці
- Хорология флоры Украины. К., 1986 (співавт.);
- Краснова А. Н. Гидрофильная флора техногенно трансформированных водоемов европейской России. Автореф. дис. докт. биол. наук. СПб., 1996. 32 с.
- Краснова А. Н. Структура гидрофильной флоры техногенно трансформированных водоемов Северо-Двинской водной системы. 1999. 200 c.
- Проблемы охраны генофонда гидрофильной флоры. Рыбинск, 2001;
- К систематике Typha L. подсекции Rohrbachia Kronf. ex Riedl. (Typhaceae) // УБОЖ. 2002. Т. 59, № 6;
- Краснова А. Н. Экофлора гидрофильного центуриона (Опыт развернутого структурного анализа) // Гидрофильный компонент в сравнительной флористике. Рыбинск. 2004. С. 41-84.
- Краснова А. Н., Кузьмичев А. И. Тераты в роде Рогоз (Typha l.) — следствие загрязнений // Материалы Всероссийской конференции. Экология промышленного региона и экологическое образование. 29 ноября — 1 декабря 2004 г. Россия, Свердловская область, Нижний Тагил. С. 45-49.
- Краснова А. Н. К систематике Typha domingensis Persoon в евразиатской части ареала // Биология внутренних вод. 2004. № 3. С. 24-28.
- Краснова А. Н. К систематике Typha glauca Godr. (Typha angustifolia x T. latifolia) // Гидрофильный компонент в сравнительной флористике Бореальной Евразии. Рыбинск, 2005. С. 58-65.
- Краснова А. Н. Евразиатская горная раса — T. latifolia subspecies betulona (Costa) Kronf. & A. Krasnova, секция Typha, подсекция Typha // Гидрофильный компонент в сравнительной флористике Бореальной Евразии. Рыбинск, 2005. С. 66-70.
- Краснова А. Н. Что собой представляет рогоз Пржевальского (Typha przewalskii Skvortzov) // Сб. науч. статей под научной редакцией А. И. Кузьмичева. Рыбинск: Рыбинский Дом печати, 2006. С. 182—192.
- Тераты (морфологические аномалии) в роде рогоз — Typha L. // Биология внутр. вод. 2005. № 2 (співавт.);
- Краснова А. Н., Кузьмичев А. И., Кузнецова Л. В. Структура гидрофитобиоты национального парка «Русский Север» // Сб. научных статей под научной редакцией А. И. Кузьмичева. Рыбинск: Рыбинский Дом печати, 2006. С. 110—149.
- Краснова А. Н., Кузьмичев А. И. Хорологическая дифференциация гидрофитобиоты юга Восточной Европы // Проблемы устойчивого функционирования водных и наземных экосистем: Материалы Международной научной конференции. Ростов-на-Дону, 2006. С. 203—206.
- Тератоморфы рогоза широколистного Typha latifolia L. озера Воже // Там само. 2010. № 4.
- Три стихии Анатолия Ивановича Кузьмичева (геоботаника, болотоведение, гидрофитология) / А. Н. Краснова ; Ин-т биологии внутрен. вод им. И. Д. Папанина РАН. — Ярославль: Принтхаус-Ярославль, 2012. — 266 с. : ил. ; 21 см. — Библиогр. А. И. Кузьмичева: с. 244—264.
- Гидрофиты поозерий Европейской России = Hydrophytes in poozerie of Europian Russia / А. Н. Краснова, А. И. Кузьмичев ; Ин-т биологии внутрен. вод им. И. Д. Папанина РАН. — Ярославль: Принтхаус-Ярославль, 2013. — 152, [3] с. : ил. ; 21 см. — Библиогр.: с. 147—152.